# ماغي هامبلينغ
ماغي هامبلينغ (بالإنجليزية: Maggi Hambling) هي رسامة ونحاتة بريطانية، ومن أشهر أعمالها تمثال «محادثة مع أوسكار وايلد» الواقع في وسط لندن، وتمثال «المحار المروحي» على شاطئ Aldeburgh المطل على بحر الشمال، الذي صنعته إحياء لذكرى بنجامين بريتن. أثار كلا العملين الكثير من الجدل.

## النشأة والتعليم
ولدت ماغي في بلدة سودبيري في مقاطعة سوفولك بالمملكة المتحدة، وهي الأخت الصغرى لأخت تكبرها بأحد عشر عاما، وأخ يكبرها بتسعة أعوام، الذي كان يرغب بأن يكون له أخ، مما جعله يعامل ماغي وكأنها ذكر، فعلمها النجارة وذبح الدجاج. كانت ماغي قريبة من والدتها التي كانت تصحبها معها لتكون شريكتها في رقصة البلروم أثناء تعلمها لها، أما علاقتها بأبيها فلم تكن قوية مثل علاقتها بأمها، رغم أنها ورثت مهاراته الفنية التي اكتشفها بنفسه عندما أهداها ألوانا زيتية، وظهرت لديها مهارة الرسم.
بدأت هامبلينغ بدراسة الفن لأول مرة عام 1960على يد الفنانة والمعلمة إيفون دريوري في مدرسة أمبيرفيلد الخاصة، ثم درست في مدرسة أنغيليا الشرقية، ثم في مدرسة إبسوتش للفنون، ثم في جامعة كامبرويل للفنون في لندن، وأخيرا في كلية سلايد للفنون الجميلة التي تخرجت منها في عام 1969.

## الحياة العملية
عُرفت ماغي برسمها للمناظر الطبيعية البحرية، وللبورتريه، ولها سلسلة أعمال شهيرة باسم «بحر الشمال»، كما أن العديد من أعمالها معروضة في متحف البورتريه الوطني بلندن. في عام 1980 أصبحت ماغي أول فنان مقيم في المتحف الوطني بلندن، وأنتجت بعد ذلك سلسلة بورتريه للفنان الكوميدي ماكس وال. تحتل النساء مكانة بارزة في سلاسل البورتريه التي ترسمها ماغي، ففي عام 1985 كلف متحف البورتريه الوطني ماغي برسم عالمة الكيمياء دوروثي هودجكن، ورسمتها بطريقة رمزية تشير إلى كثرة أعمالها المتنوعة، إذ رسمتها وهي جالسة على مكتب ولها أربعة أيادي، كل يد مشغولة بمهمة مختلفة. وتشتهر ماغي أيضا برسمها للراحلين الموتى، إذ أنها طريقتها في الحزن عليهم كما تقول. تُعرض أعمال ماغي في العديد من المعارض والمتاحف مثل المتحف البريطاني، والمتحف الوطني، والمعرض الأسكتلندي للفن الحديث، ومتحف فكتوريا وألبرت.

## أشهر الأعمال

### نصب أوسكار وايلد التذكاري
في عام 1998 أكملت ماغي النصب الذي صنعته إحياء لذكرى أوسكار وايلد، والذي يعرض في مكان عام في وسط لندن، وهو أول نصب عام له خارج بلاده أيرلندا.

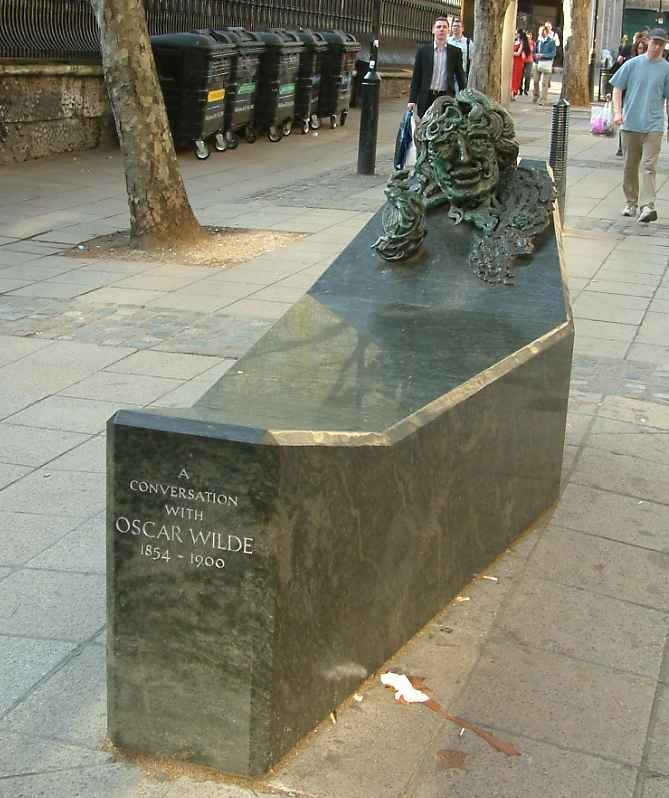
نصب أوسكار وايلد التذكاري

### نصب بنجامين بريتن التذكاري
صنعته ماغي في عام 2003، إحياء لذكرى الموسيقي بنجامين بريتين، وهو عبارة عن تمثال معدني على شكل محار مروحي «إسكالوب» بارتفاع أربعة أمتار على شاطئ Aldeburgh، بالقرب من المكان الذي عاش به بريتين، وحُفرت على أطراف المحار عبارة "I hear those voices that will not be drowned" المأخوذة من عمله الأوبرالي «بيتر جرايمز».

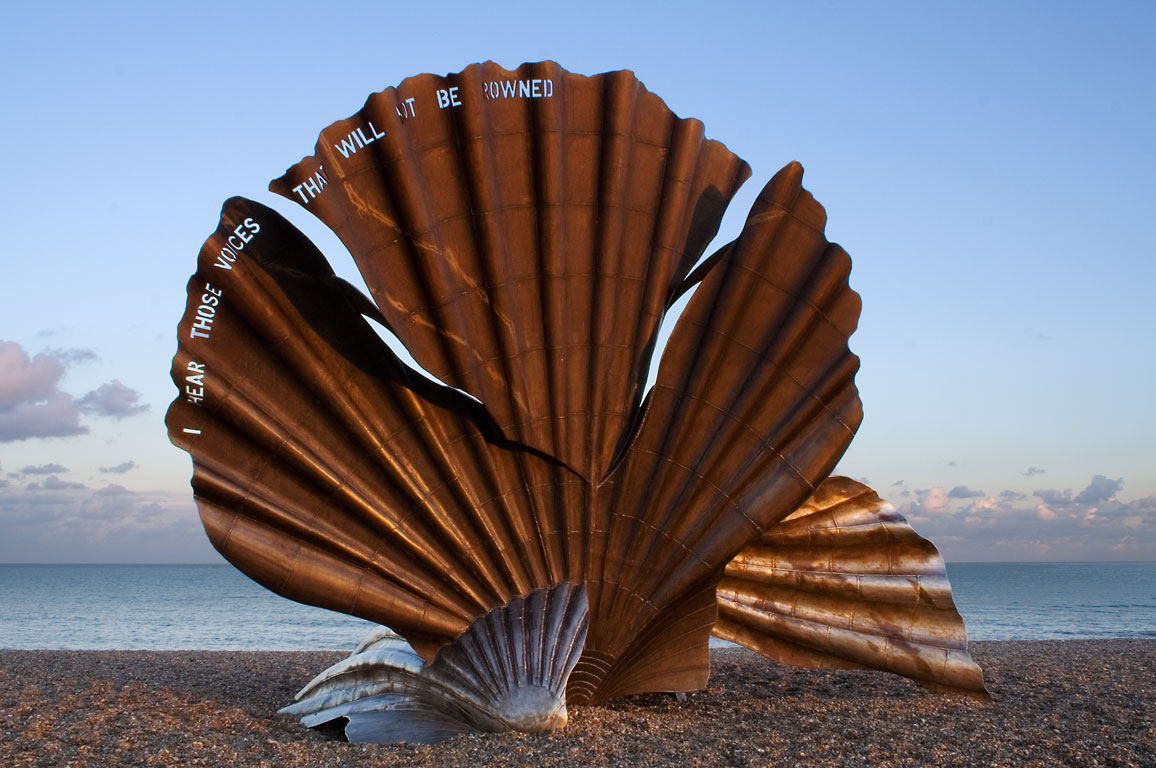
نصب بنجامين بريتن التذكاري

### نصب ماري وولستونكرافت التذكاري
في مايو 2018 اختارت حملة "Mary on the Green" التي تسعى للاحتفاء بالفيلسوفة والمؤلفة النسوية ماري وولستونكرافت، ماغي لنحت نصب تذكاري لها، ومن المقرر أن يقام النصب في منطقة نيوينغتون غرين شمال لندن.

## الجوائز
حصلت هامبلينغ في عام 1995 على جائزة جيرود السنوية للرسم، وفي العام نفسه حصلت على نيشان الإمبراطورية البريطانية برتبة ضابط، لخدماتها في الرسم، ومن ثم حصلت على رتبة قائد.

## المشاركات السياسية
أقلعت ماغي عن التدخين في 2004، ولكنها شاركت في حملة ضد الحظر التام للتدخين في الأماكن العامة في إنجلترا عام 2007، وقالت متحدثة عن مشاركتها في الحملة «أنا أقلعت عن التدخين في التاسعة والخمسين من عمري، وقد لا يفضل آخرون أن يقلعوا عنه، يجب أن تكون هناك حرية اختيار، وهو أمر يتلاشى سريعا في بلد الحرية المزعومة هذه»، وفي عام 2014 وقعت ماغي مع 200 شخصية عامة رسالة نُشرت على صحيفة الغارديان تعارض الاستقلال الأسكتلندي في الفترة السابقة لاستفتاء أيلول/سبتمبر بشأن هذا الأمر.